# Betula bomiensis
Betula bomiensis là một loài thực vật có hoa trong họ Betulaceae. Loài này được P.C.Li mô tả khoa học đầu tiên năm 1983.